# Пампуїр

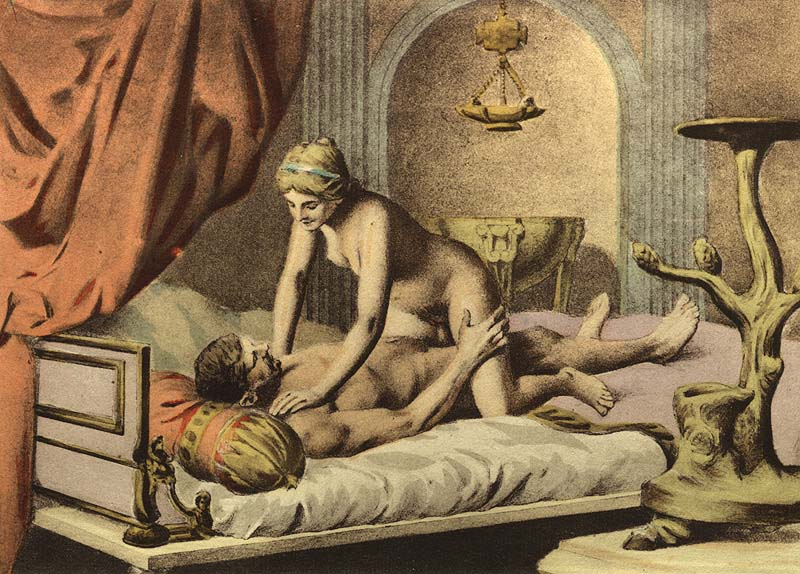
Жінка практикує пампуїр

Пампуї́р, «гра на фле́йті», «сінгапу́рське захо́плення [м'язами]» (англ. Pompoir) — сексуальна техніка, в якій жінка використовує вагінальні м'язи, щоб стимулювати пеніс. Партнерка і партнер лежать як звичайно, жінка ритмічно здійснює імпульси м'язами. Цю техніку найкраще застосовувати в позиції вершниці.
Спеціальні вправи можуть збільшити вміння жінки здійснення пампуїру шляхом зміцнення м'язів тазового дна.

## Кабазза
«Кабазза» (англ. Kabazzah) — різновид техніки пампуїру, що походить з Південної Азії. Відрізняється тим, що під час його виконання жінка використовує більше м'язів, і чоловік має лежати незворушно. Жінки багато років навчаються цієї техніки. Термін перекладається як «власник», а відчуття можна порівняти з доїнням.